# HD 77020
HD 77020，又名CD-48 4282，SAO 220703、HR 3583，是一颗恒星，视星等为5.87，位于銀經268.62，銀緯-1.9，其B1900.0坐标为赤經8h 54m 36.5s，赤緯-48° -1.9′ 9″。